# Forster Rohner
Die Forster Rohner AG ist ein in St. Gallen ansässiges Stickereiunternehmen, welches sich aus den beiden Unternehmen Forster Willi & Co AG (gegr. 1904) und Jacob Rohner AG (gegr. 1873) zusammensetzt und heute im Besitz der Familie von Ueli Forster, St. Gallen ist. Seine Produkte stehen in der Tradition der St. Galler Stickerei und werden in der Damenoberbekleidung, in der Haute Couture, dem Prêt à Porter de Luxe und in der Lingerie eingesetzt. Im Jahre 2008 begann die Gruppe unter dem Namen Forster Rohner Textile Innovations mithilfe des Stickereiverfahrens Intelligent Textiles herzustellen.

## Unternehmensgeschichte und -struktur
Bis in die 1950er und 1960er Jahre machten Blusenstickereien und Besätze von Bettwäsche den Hauptteil der Produktion von Forster Willi & Co aus. In den 1970er Jahren wurden vornehmlich Stickereien für modische Prêt-à-Porter verkauft und seit Mitte der 1980er Jahre in immer stärkerem Ausmass Stickereien für die Lingerie-Branche. Aus diesem Grund erwarb das Unternehmen 1988 die Schweizer Textilfirma Jacob Rohner AG, die eine starke Position im Wäschemarkt einnahm. 1992 fusionierten sie zur Forster Rohner AG.
1994 gründete das Unternehmen die Tochtergesellschaft Forster Rohner (Suzhou) Embroidery Co., Ltd. in China. Im Jahre 2000 folgte das Ausrüstwerk SED (Suzhou Embroidery Dyeing) in der Nähe des ersten Standorts, womit sich die Produktion der Forster Rohner Gruppe weiter globalisierte.
Im Jahr 2002 konnte das Sortiment sowie das Produktionsvolumen mit dem Kauf des Schweizer Stickereiunternehmens Inter-Spitzen AG in Oberbüren inklusive seiner rumänischen Tochtergesellschaft erneut erweitert werden.
Mit der Verlagerung der Hauptproduktion auf die Standorte in China und Rumänien hat das Mutterhaus in St. Gallen heute nunmehr die Aufgabe der technischen und modischen Entwicklung inne und unterhält ein Dessinarchiv mit über 500.000 Mustern, sowohl aus der Geschichte der eigenen Firmen, wie auch zugekaufte Kollektionen.
Auch liegt in St. Gallen seit ihrer Gründung in 2008 der Sitz der Unternehmenstochter Forster Rohner Textile Innovations, deren Schwerpunkt die Integration von elektronischen Funktionalitäten in textile Flächen bildet, bekannt unter den Begriffen Smart Clothes oder Intelligent Textiles.

## Forster Rohner / Produkte, Herstellung, Verwendung

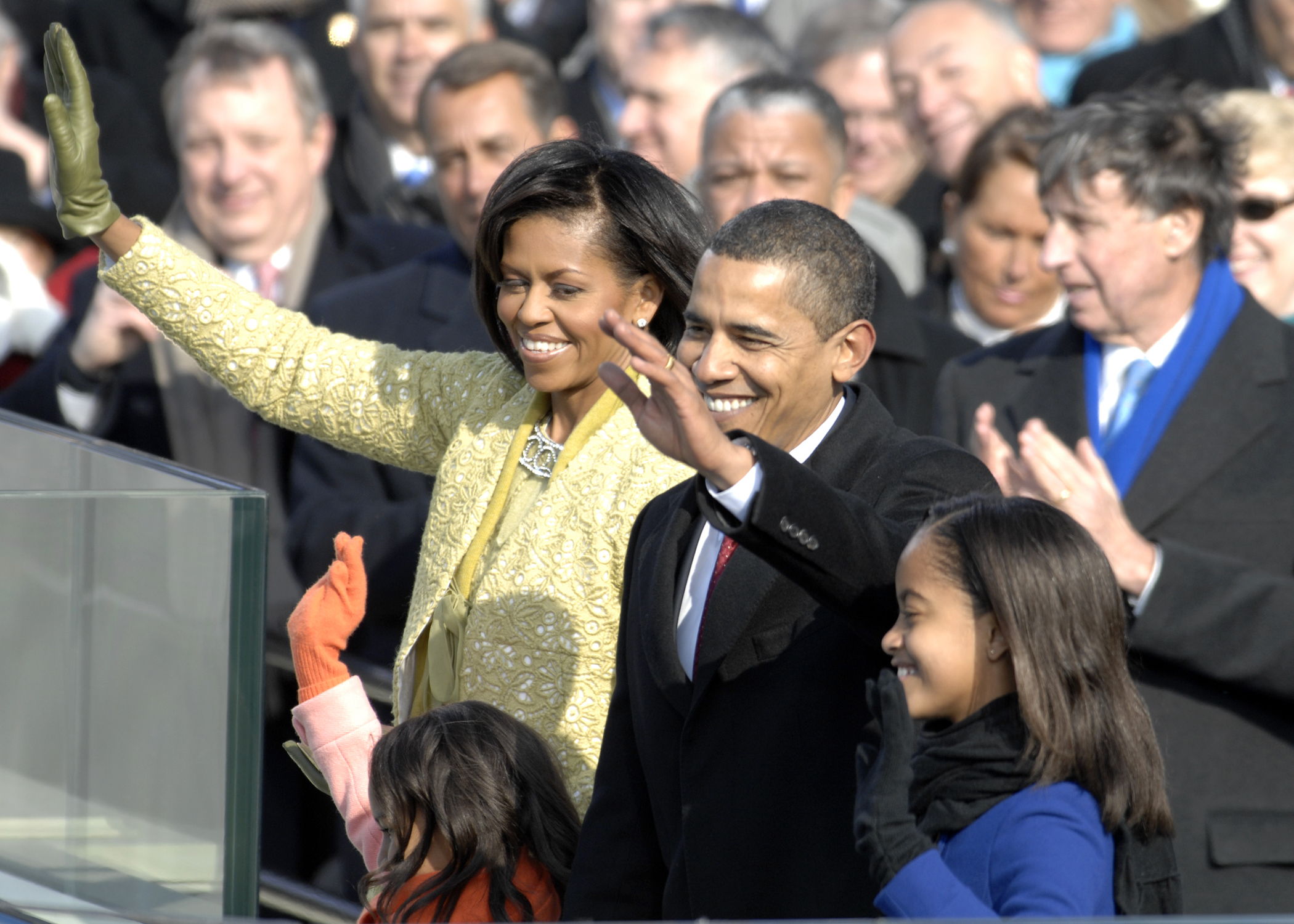
Michelle Obama in einem Kleid von Forster Rohner während der Inauguration ihres Mannes

Die Leistungen der Forster Rohner Gruppe werden vor allem von Modeunternehmen im High-End-Bereich, von Luxuswäscheunternehmen, aber auch Warenhausketten in Anspruch genommen. Sowohl Modemarken wie z. B. Akris, Prada, Dior, Chanel, Louis Vuitton, Marc Jacobs, Haute Ungaro, als auch Lingerie-Unternehmen wie Chantelle, Marie Jo, Aubade, Simone Pérèle, Triumph, Victoria’s Secret gehören zu den Kunden der Forster Rohner AG. Auch Persönlichkeiten wie Michelle Obama, Kate Moss oder Pippa Middleton tragen Spitze von Forster Rohner. Ein Stoffteil des Inaugurationskleides der First Lady wird im Textilmuseum St. Gallen ausgestellt.

## Auszeichnungen und Nominierungen
Tobias Forster, Design-Chef und Mitinhaber von Forster Rohner, wurde am 27. Januar 2006 für seine innovativen Stoffkreationen im Dessousbereich vom Pariser Bürgermeister als Créateur de l’année ausgezeichnet. Des Weiteren wurde die Forster Rohner AG für den Design Preis Schweiz 2013 nominiert.

## FRTI / Produkte, Herstellung, Verwendung
Zu den Kernkompetenzen von Forster Rohner Textile Innovations gehören die robuste, textile Verschaltung von elektronischen Komponenten auf einem Trägerstoff, die Entwicklung von miniaturisierten elektronischen Komponenten und deren textile Integration, sowie die Kombination von funktionaler und ästhetischer Stickerei. Beispiele sind die Aufbringung von Sensorflächen und Heizelementen oder die Integration von LEDs. Mit der e-broidery®-Technologie bietet FRTI zum ersten Mal ein industrielles Herstellverfahren um aktive Beleuchtung in Textilien zu integrieren und dabei die textilen Eigenschaften der Wasch- und Drapierbarkeit zu erhalten. Das e-broidery Verfahren von Forster Rohner Textile Innovations wurde 2013 für den Design Preis Schweiz nominiert und hat in der Herbst/Winter Prêt-à-porter Kollektion 2014 des Modelabels AKRIS debütiert.

## Kennzahlen
2013 sind in den verschiedenen Betrieben beschäftigt:
| Im Stammhaus St. Gallen                 | rund 110 Mitarbeitende |
| Bei Inter-Spitzen, Schweiz und Rumänien | rund 240 Mitarbeitende |
| In Suzhou und Luzhi, China              | rund 300 Mitarbeitende |

Kundenaufträge werden in eigenen Produktionsstätten auf etwa 50 Grossstickmaschinen modernster Bauart bearbeitet. Eine weitere Anzahl von Mustermaschinen steht für die Erstellung neuer Kollektionen und für kundenspezifische Entwicklungen zur Verfügung.
Das Unternehmen veröffentlicht keine Umsatz- und Ertragszahlen.